# Парламентарни избори у Аустрији 2002.
Парламентарни избори у Аустрији 2002. су одржани 24. новембра 2002. и били су 22. парламентарни избори у историји Аустрије. Највећи победник ових избора је била  која је освојила највише гласова од парламентарних избора 1966., а самим тим постала најјача партија у Аустрији.  је освојила само трећину гласова у односу на последње изборе.  и Зелена странка су профитирали, захваљујући том губитку Слободарске партије.

## Изборни резултати
Резултати парламентарних избора у Аустрији 2002.
| Политичка партија                                                       | гласова   | гласова  | %     | %      | број посланика | број посланика |
| Политичка партија                                                       | 2002      | ±        | 2002  | ±      | 2002           | ±              |
| ----------------------------------------------------------------------- | --------- | -------- | ----- | ------ | -------------- | -------------- |
| Аустријска народна странка ()                                           | 2.076.833 | +833.161 | 42,30 | +15,39 | 79             | +27            |
| Социјалдемократска партија Аустрије ()                                  | 1.792.499 | +260.051 | 36,51 | +3,36  | 69             | +4             |
| Слободарска партија Аустрије ()                                         | 491.328   | -752.759 | 10,01 | -16,9  | 18             | -34            |
| Зелени - Зелена алтернатива ()                                          | 464.980   | +122.720 | 9,47  | +2,53  | 17             | +3             |
| Либерални форум ()                                                      | 48.083    | -120.529 | 0,98  | -2,67  | 0              | 0              |
| Остале партије                                                          | 35.922    | -        | 0,7   | -      | 0              | 0              |
| Укупно                                                                  | 4.909.645 |          | 100   |        | 183            |                |
| Извори: Резултати парламентарних избора у Аустрији 1945-2002, Аустрија, |           |          |       |        |                |                |

- Од 5.912.592 регистрованих гласача на изборе је изашло 84,27%

## Последице избора
Волфганг Шисел, канцелар Аустрије и председник ÖVP-а је разговарао са све три остале странке кје су ушле у парламент Аустрије о формирању коалиције. У јануару 2003. је преговарао са SPÖ-ом, али странке нису постигле договор јер су имали много различитих ставова. Исто тако је прошао и коалицијски преговор између ÖVP-а и Зелене странке. 28. фебруара 2003. ÖVP и FPÖ су успеле да се договор око наставка њихове коалиције. Слободарска партија је морала да се одрекне неколико министарских места. 2005. је дошло до раздвајања Слободарске партије и њених чланова када је председник Слободарске партије Јерг Хајдер основао Савез за будућност Аустрије (BZÖ) која је наставила коалицију са ÖVP-ом заменивши FPÖ.